# Augusta de Saxònia-Gotha
Augusta de Saxònia-Gotha, princesa de Gal·les (Gotha 1719 - Carlton House (Londres) 1772). Princesa de Saxònia-Gotha i duquessa a Saxònia amb el tractament d'altesa que es maridà en el si de la casa reial britànica.
Nascuda a Gotha, capital del Ducat de Saxònia-Gotha, el dia 30 de novembre de l'any 1719, essent filla del duc Frederic II de Saxònia-Gotha-Altenburg i de la princesa Magdalena Augusta d'Anhalt-Zerbst. Per via paterna era neta del duc Frederic I de Saxònia-Gotha i de la princesa Magdalena de Saxònia-Weissenfels i per via materna ho era dels prínceps d'Anhalt-Zerbst.
El dia 8 de maig de 1736 es casà amb el príncep Frederic del Regne Unit, fill del rei Jordi II del Regne Unit i de la marcgravina Carolina de Brandenburg-Ansbach. El casament se celebrà a Londres, al Palau de Saint James, residència oficial dels prínceps de Gal·les.
La parella tingué nou fills:
- SAR la princesa Augusta del Regne Unit, nascuda a Londres el 1737 i morta a la capital anglesa el 1813. Contragué matrimoni a Londres el 1764 amb el duc Carles II de Brunsvic-Wolfenbüttel.

- SM el rei Jordi III del Regne Unit, nascut a Norfolk House (Norfolk) el 1738 i mort al Castell de Windsor el 1820. Es casà amb la duquessa Carlota de Mecklenburg-Strelitz.

- SAR el príncep Eduard del Regne Unit (duc de York), nascut a Londres el 1739 i mort a Mònaco el 1767.

- SAR la princesa Elisabet del Regne Unit, nascuda a Norfolk House (Norfolk) el 1740 i morta al Palau de Kew el 1759.

- SAR el príncep Guillem del Regne Unit, nat a Leicester House el 1743 i mort a Gloucester House el 1805. Es casà l'any 1766 a Londres amb Maria Walpole, comtessa viuda de Waldegrave.

- SAR el príncep Enric del Regne Unit, nat a Leicester House el 1745 i mort a Cumberland House el 1790. Es casà el 1771 amb lady Anne Luttrell.

- SAR la princesa Lluïsa del Regne Unit, nada a Leicester House el 1749 i morta el 1768 a Carlton House.

- SAR el príncep Frederic del Regne Unit, nat a Leicester House el 1750 i mort el 1765 a Leicester House.

- SAR la princesa Carolina Matilde del Regne Unit, nada a Leicester House el 1751 i morta a Celle el 1775. Es casà amb el rei Cristià VII de Dinamarca.

Malgrat que la parella tenia una diferència d'edat de dotze anys, el matrimoni fou feliç. Posteriorment a la mort del príncep de Gal·les, Augusta com a mare del presumpte hereu adquirí major importància en el si de la cort britànica, fins i tot s'arribà a especular amb la possibilitat de nomenar-la regent la qual cosa provocà importants discussions polítiques.
Al llarg de la dècada de 1760 cada vegada es veié més influència pel comte de Bute, tutor del seu fill, amb qui s'especulà que hi hagués mantingut una relació amorosa.
Augusta va morí a Carlton House a l'edat de 52 anys d'un càncer de coll. En el seu funeral es visqueren tensos moments després que part del gran públic concentrat a l'enterrament proferís insults al taüt. La ciutat d'Augusta a Geòrgia fou nomenada així en el seu honor.